# James Jamieson, Baron Jamieson

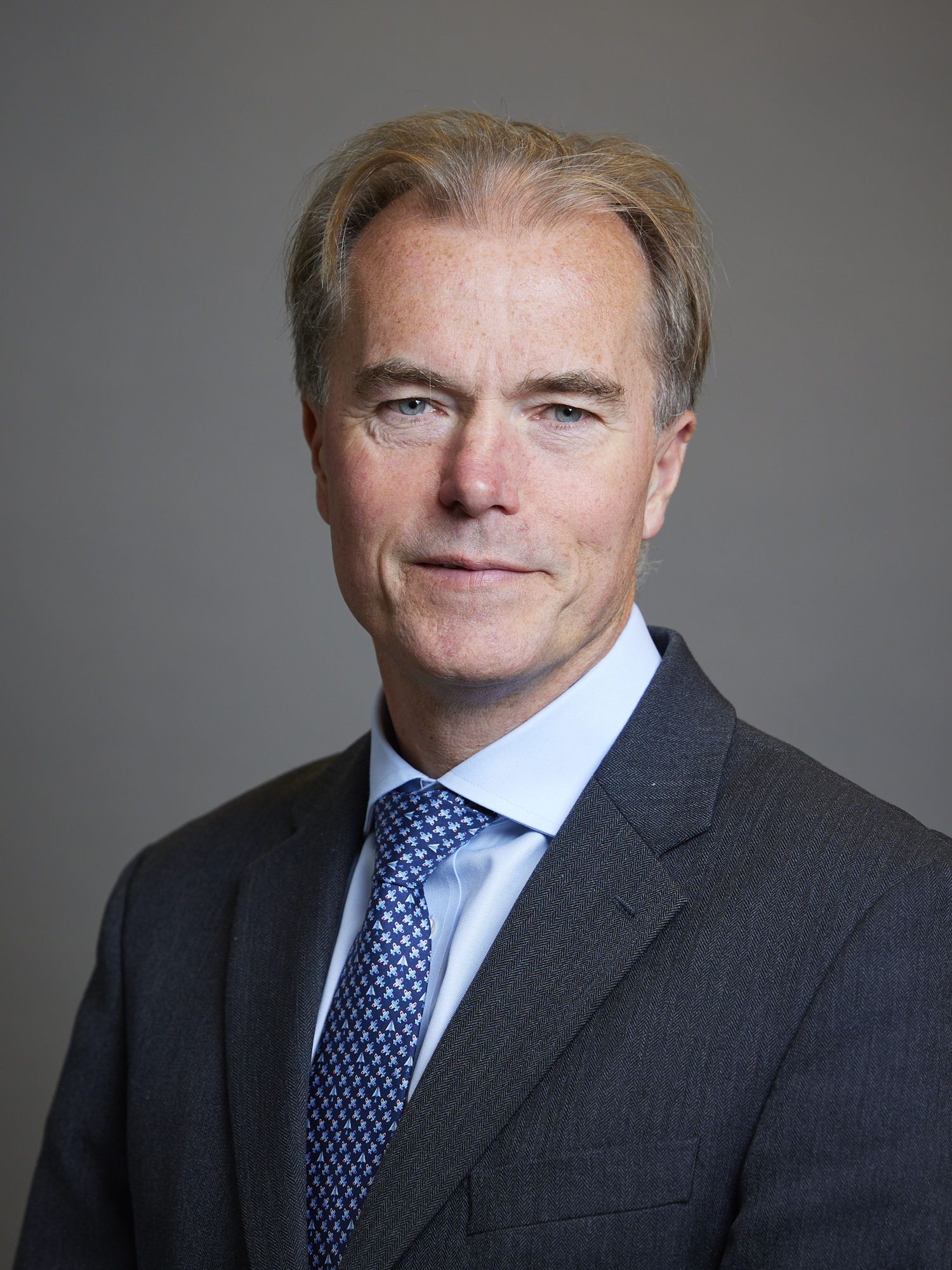
James Jamieson, Baron Jamieson (2024)

James Jamieson, Baron Jamieson OBE (* September 1962) ist ein britischer Politiker (Conservative Party). Seit 2024 ist er Mitglied des House of Lords.
Er schloss 1986 sein Studium an der Universität Sheffield als Master of Engineering in Werkstoffverfahrenstechnik ab.
Er war ab 2009 Mitglied (Councillor) des County Council von Central Bedfordshire und von 2011 bis 2021 dessen Vorsitzender (Leader). Von Juli 2019 bis Juli 2023 war er zudem Vorstand (Chairman) der Local Government Association. In Anerkennung seiner kommunalpolitischen Verdienste wurde er 2022 als Officer des Order of the British Empire ausgezeichnet.
Am 11. März 2024 wurde er als Baron Jamieson, of Maulden in the County of Bedfordshire, zum Life Peer erhoben. Er ist dadurch seither Mitglied des Oberhauses des britischen Parlaments (House of Lords), wo er sich der Fraktion der Conservative Party anschloss.